# Superhot

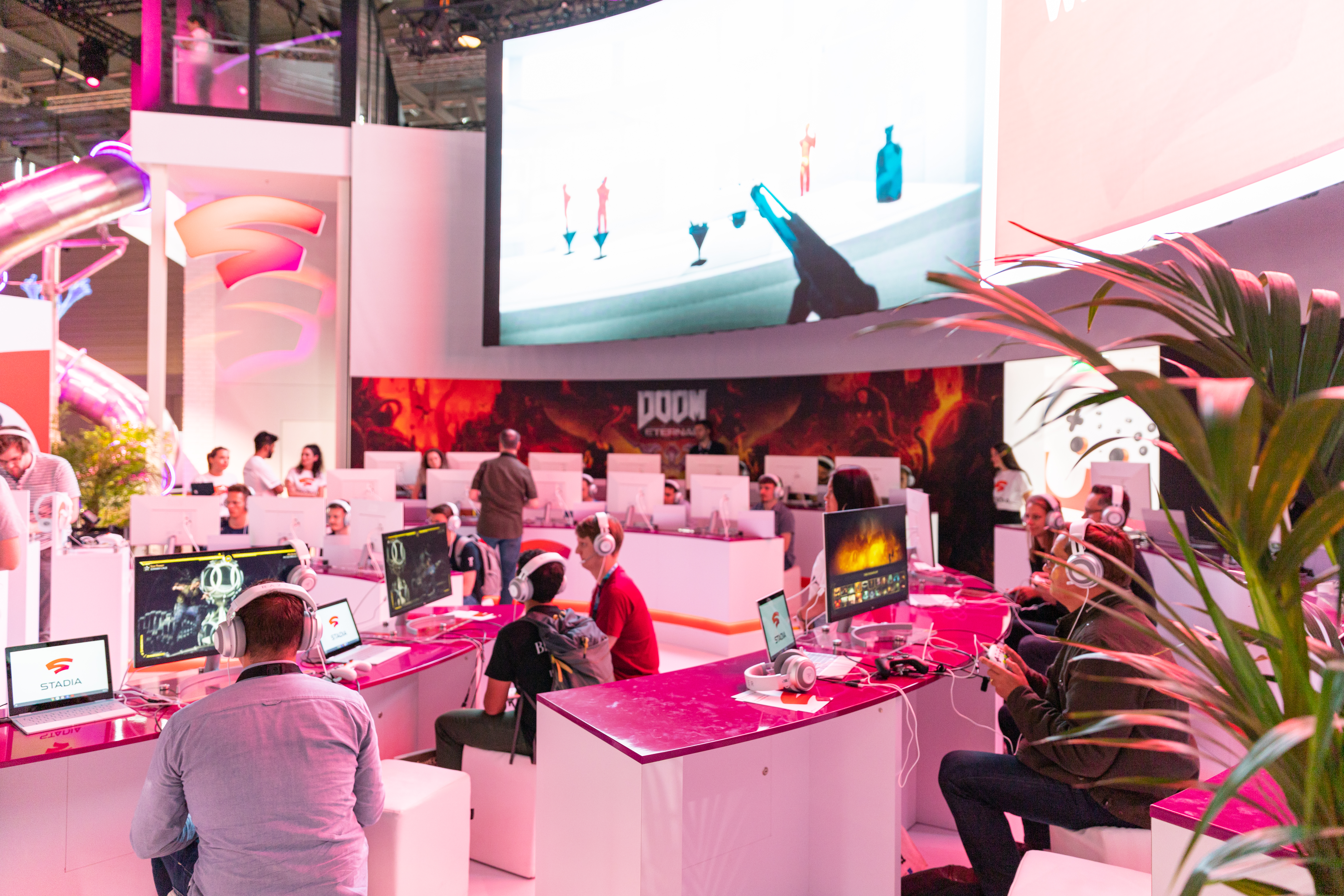
Superhot en una pantalla gigante en el stand de Stadia durante la Gamescom 2019.

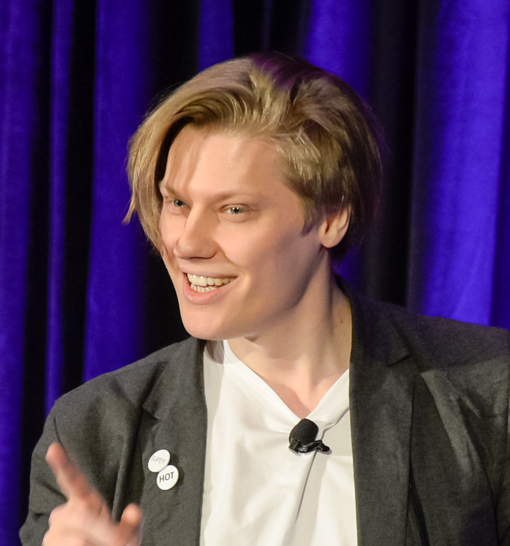
El diseñador del juego, Piotr Iwanicki, en una disertación sobre el desarrollo de SuperHOT en GDC 2016.

Superhot  es un Videojuego de Disparos en primera persona de acción desarrollado por Piotr Iwanicki y su equipo para las plataformas PC/Mac/Linux. La empresa creó un prototipo en septiembre de 2013 hasta febrero de 2016. En el juego el jugador tiene que hacer misiones y pasando niveles, su objetivo principal es deshacerse de todos los enemigos, los cuales son unos hombres rojos, mientras que el jugador es negro. Todos los personajes son de un material similar al vidrio, pero en el prototipo los personajes son similares a sombras. El prototipo tiene comentarios positivos. En el demo se puede asesinar golpeando enemigos o con pistolas, aunque en la versión completa hay rifles, espadas, escopetas, y mucho más.

## Jugabilidad
En SuperHOT, el jugador es un hombre de una especie de vidrio negro, y tiene un poder en el que el tiempo se mueve solo cuando el jugador se mueve (originalmente creado como "time moves only when you move"). El jugador tiene enemigos de vidrio rojo, contra los cuales tiene ventaja porque se para el tiempo si el jugador se queda quieto. Para el jugador es fácil defenderse cuando le disparan, ya que como el tiempo se detiene puede ver la trayectoria de los proyectiles a mucha distancia, siendo fácil esquivarlos. El mundo entero es blanco y todo lo que se use contra los enemigos es de vidrio, incluso la munición. El jugador va avanzando mientras acaba con sus enemigos hasta terminar el juego.

## Trama
Un sujeto (no se sabe su identidad) inicia un viejo ordenador, al hacer esto recibe un mensaje de texto de un amigo y este le informa de un nuevo juego que parece ser innovador y le envía el crack al personaje principal, entonces un archivo llamado superhot.exe es descargado en su ordenador.
El jugador lo inicia y parece agradarle la idea, hasta que un extraño fallo en el juego le impide jugar más, su amigo se entera de esto y le envía el crack actualizado.
Pronto el sujeto se dará cuenta de que SuperHot es más que un simple juego.

## Desarrollo
Empezó con un 7DFPS (Juego de Disparos en primera persona de 7 días). Al ser lanzado a internet se popularizó mucho, y el grupo de amigos empezó a desarrollar la versión completa, anunciando la fecha de venta para el 25 de febrero de 2016.

## Datos curiosos
- No se supo de qué color era el jugador hasta que salió el tráiler oficial del juego completo, ya que en la versión pre-alpha al golpear, no se veían las manos, ni nada por el estilo.
- En la versión pre-alpha, al asesinar a un enemigo, su cuerpo se tornaba de un color rojo vino (siendo normalmente rojo normal), brotaba sangre y su cuerpo se llenaba de rayas blancas, y terminaba desapareciendo, lo cual cambio en la versión Alpha, ya que en dicha versión se romperá el pedazo de "cristal" y el hombre caerá inerte al suelo.
- Empezó con un juego de ninguna empresa, hecho por un grupo de amigos en agosto de 2013. Al ser lanzado a internet, se popularizó rápidamente en la red, con comentarios generalmente positivos; con tanta fama, el grupo de amigos decidió seguir trabajando duro en la nueva versión Alpha.
- Cuando se dieron cuenta de su éxito, formaron el "equipo de SuperHOT" (originalmente en inglés, "the SuperHOT team").